# Kotzuren

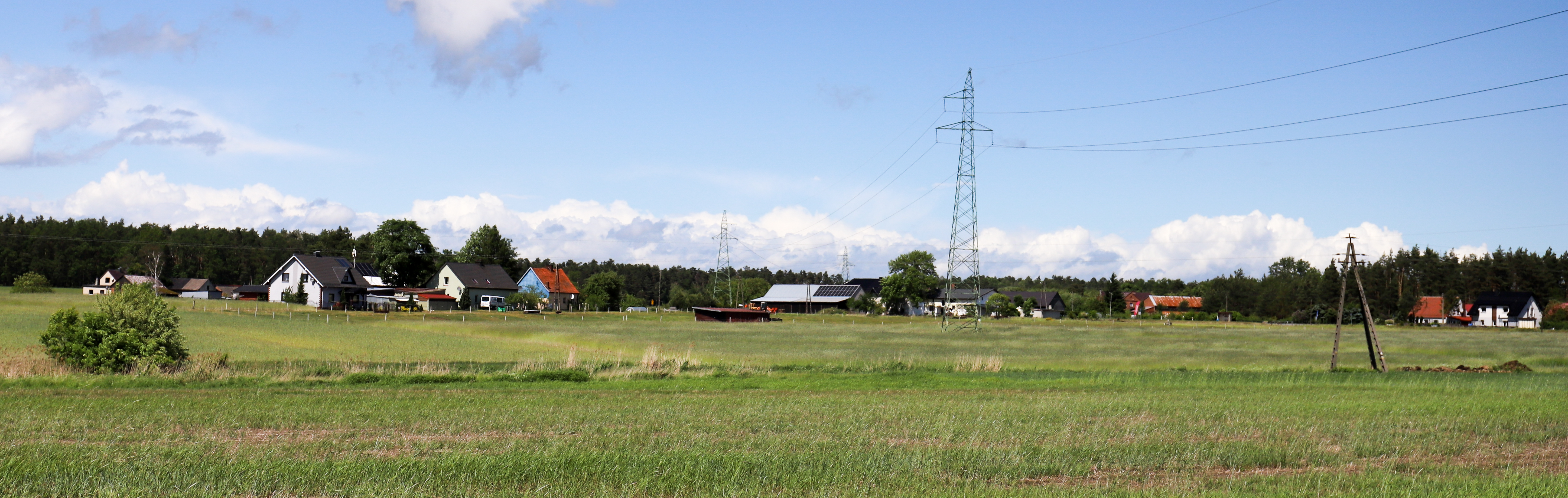
Kotzuren 2022

Kotzuren, polnisch Kocury, ist ein Ort in der Stadt- und Landgemeinde Guttentag im Powiat Oleski der Woiwodschaft Opole in Polen.

## Geschichte
Kotzuren war lange ein unbedeutender Ort und gehörte als Weiler zum Dorf Schemrowitz.
Kotzuren verblieb nach der Volksabstimmung in Oberschlesien am 20. März 1921 beim Deutschen Reich. 1936 wurde der Ort im Zuge einer Welle von Ortsumbenennungen der NS-Zeit in Birkental umbenannt. Bis 1945 befand sich der Ort im Landkreis Loben (zwischenzeitlich im Landkreis Guttentag).
Infolge des Zweiten Weltkrieges kam der Ort 1945 an Polen, wurde der Woiwodschaft Schlesien angeschlossen und in Kocury umbenannt. 1950 kam der Ort zur Woiwodschaft Opole. Von 1975 bis 1998 befand sich der Ort in der Woiwodschaft Częstochowa (Tschenstochau). 1999 kam der Ort zur Woiwodschaft Opole und zum wiedergegründeten Powiat Oleski. Am 4. Juli 2008 erhielt der Ort zusätzlich den amtlichen deutschen Ortsnamen Kotzuren.